# Chiesa dei Santi Gervasio e Protasio (Spirano)
La chiesa prepositurale dei Santi Gervasio e Protasio è la parrocchiale di Spirano, in provincia e diocesi di Bergamo; fa parte del vicariato di Spirano-Verdello.

## Storia
Un luogo di culto dedicato ai santi Gervasio e Protasio presente a Spirano è elencato nel documento redatto nel 1260 che indicava le chiese del territorio bergamasco che dovevano un censo alla Santa Sede; allora dipendeva dalla pieve di Ghisalba.
Un'ulteriore attestazione è da ricercare in un documento datato 1291, in cui viene citato quale rettore pre' Vassallo Raviccia; un'ulteriore menzione è contenuta nella nota ecclesiarum, fatta redigere da Bernabò Visconti nel 1360 quale indicazione delle rendite e delle tasse imposte alle chiese, nella quale la chiesa risultava essere sempre inserita nel territorio sottoposto alla pieve di Ghisalba.
La chiesa fu riedificata nel XV secolo. Dalla relazione della visita pastorale del 1575 di san Carlo Borromeo s'apprende che la parrocchia di Spirano compresa 676 fedeli. La nuova parrocchiale venne costruita nel XVII secolo, la prima pietra infatti fu posta il 21 aprile 1605 e fu definitivamente terminata solo nel 1633. La chiesa venne poi consacrata il 3 settembre 1667 e come ricordo dell'avvenimento venne messa all'interno della chiesa una lapide di pietra nera che recitava:"DOM AC SS. MART. GERVASIO E PROTASIO TUTELIS SUIS AUGUSTUM HOC TEMPLUM OPPIDANI EXTRUXERUNT DANIEL GIUSTINIANUS EP.US BERG. ET CO. SOLEMNI SACRAVIT RITU P.ma DOMINICA SEPTEMBRIS ANNO MDCLXVII QUI DIES ANNIVERSARIA CELEBRITATE RECOLETUR".
Il 9 febbraio 1776 il vescovo Marco Molin elevò la chiesa a prepositurale. Dal 1734 è attestata l'esistenza di un vicariato con a capo la chiesa di Spirano. All'inizio del XIX secolo i fedeli di Spirano erano 1460, saliti a 1976 nel 1861. Il nuovo altar maggiore fu consacrato nel 1954 dal vescovo Giuseppe Piazzi. Nel 1971 la parrocchia di Spirano passò alla zona pastorale XVII, per poi venir aggregata nel 1979 al nuovo vicariato di Spirano-Verdello.

## Elementi della chiesa

### L'organo
L'organo presente in chiesa durante la consacrazione fu presto sostituito da un nuovo strumento che fu poi ristrutturato e collaudato nel 1830. Non ci si limitò solo alla ristrutturazione dell'organo ma venne anche decorata la struttura esterna che lo accoglieva. Un ulteriore restauro venne fatto tra il 1890 e il 1891. 

### Altare maggiore
Il vecchio altare barocco fu sostituito da un nuovo altare in stile neoclassico. Agli inizi degli anni '50 del  Novecento, tuttavia, anche questo altare venne smontato e sostituito con uno nuovo interamente costruito in marmo e l'unico elemento che è ancora conservato di quello originale, è la porticina dorata del tabernacolo.

### Altare della Madonna del Patrocinio
L'altare è in marmo verde antico, giallo antiche, breccia africana e statuario di Carrara ed è situato in una cappella. Davanti alle colonne portanti dell'arco si trovano due sculture in marmo bianco: quella di sinistra raffigura san Giovanni Evangelista mentre quella di destra rappresenta Mosè. Sedute sugli angoli esterni del timpano troviamo le sculture della regina Ester a sinistra e di Giuditta a destra. Contornata da due festoni floreali appare la scritta in latino Ti proteggerò con la mia destra. 
Figura centrale dell'altare è la statua della Madonna del Patrocinio con in braccio Gesù. 

### Altare di San Sebastiano
L'altare venne costruito attorno al 1835 e fu collaudato il 6 maggio 1837. 
Al centro dell'altare troviamo la pala raffigurante il "martirio di San Sebastiano" circondato ai lati da doppie colonne di marmo rosso di Verona.
Nel 1847 sulla parete sinistra dell'altare fu collocata una lapide di pietra nera in ricordo dei voti fatti lungo i secoli dalla comunità spiranese.

### Altare di Sant'Anna
L'altare fu costruito e collaudato nel 1839. Al centro si può vedere la pala con il dipinto il "Redentore con la Madonna e sant'Anna" e ai lati si innalzano le due statue di san Giuseppe e di san Gioachino. 

### Altare dell'Addolorata
Precedentemente questo altare era dedicato a san Giovanni Battista ma tra il 1846 e il 1857 fu ammodernato e dedicato all'Addolorata. Sulle pareti della cappella troviamo due quadri: "Sant'Antonio da Padova" e "Santa Lucia". Sulla parete centrale invece, è ospitata la "Pala dell'Addolorata".

### Il campanile

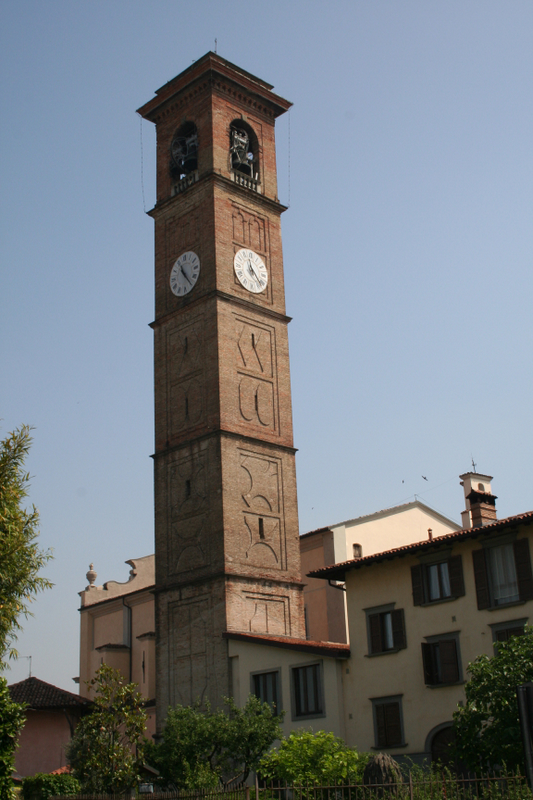
Il campanile

Durante la visita pastorale del vescovo Daniele Giustiniani in occasione della consacrazione della chiesa nel 1667, è documentato che la struttura della torre campanaria era pericolante e mal messa e dopo quasi un decennio di richiami, iniziarono i lavori che si conclusero nel 1681.
La cella campanaria fino al 1703 ospitava tre campane, alle quali ne fu poi aggiunta una quarta. Nel 1772 venne ricostruito l'intero assetto e in seguito sugli strumenti vennero incise le date di fabbricazione: 1773 e 1784. In questa occasione fu reso necessaria la costruzione di un nuovo e più robusta struttura di legno per sostenere il complesso di campane.
La prima e la seconda campana (le due più piccole), furono calate durante la seconda guerra mondiale e rimpiazzate nel 1950 dal campanone e dalla sesta. Undici anni dopo fu rifuso il concerto e venne aggiunto un altro elemento.
Nel 1845 iniziarono altri lavori di restauro della struttura di legno a sostegno del concerto poiché rovinata e non sicura ma il problema non fu risolto, infatti la precarietà della struttura di ripresentò e si dovette ricostruire l'edificio ex novo. La struttura del campanile ricevette l'assetto finale nella seconda metà dell'Ottocento.